# Abstract: The Art of Design
Abstract: The Art of Design es una serie documental original de Netflix que destaca artistas en el campo del diseño. Se estrenó a nivel mundial el 10 de febrero de 2017 en Netflix. La serie fue creada por Scott Dadich.
La primera temporada muestra los perfiles de varios personajes inmersos en el mundo del diseño, iniciando con el perfil del ilustrador Christoph Niemann, el diseñador de los zapatos de la marca Nike Tinker Hatfield, la diseñadora de escenarios Es Devlin, el arquitecto Bjarke Ingels, el diseñador de automotor Ralph Gilles, la diseñadora gráfica Paula Scher, el fotógrafo Platon, y la diseñadora de interiores Ilse Crawford.

## Lista de episodios

### Temporada 1 (2017)
| 1 | 1 | Christoph Niemann: Ilustración      | 10 de febrero de 2017 |  |  |
| Tapas para The New Yorker. Bosquejos en Instagram. El ilustrador Christoph Niemann juega con la abstracción, mientras explora la interactividad y duda de la autenticidad. |   |                                     |                       |  |  |
| |   |                                     |                       |  |  |
| 2 | 2 | Tinker Hatfield: Diseño de calzado  | 10 de febrero de 2017 |  |  |
| Tinker Hatfield aprovechó su pasado en la arquitectura y el deporte para diseñar los calzados más revolucionarios, como la icónica serie Air Jordan de Nike.               |   |                                     |                       |  |  |
| |   |                                     |                       |  |  |
| 3 | 3 | Es Devlin: Diseño de escenarios     | 10 de febrero de 2017 |  |  |
| Es Devlin usa luces, imágenes, esculturas y hasta lluvia para evocar escenarios demoledores.                                                                               |   |                                     |                       |  |  |
| |   |                                     |                       |  |  |
| 4 | 4 | Bjarke Ingels: Arquitectura         | 10 de febrero de 2017 |  |  |
| Bjarke Ingels une funcionalidad, fantasía y sustentabilidad en diseños "utópicamente pragmáticos", como una planta de energía ecológica coronada con una pista de esquí.   |   |                                     |                       |  |  |
| |   |                                     |                       |  |  |
| 5 | 5 | Ralph Gilles: Diseño automotriz     | 10 de febrero de 2017 |  |  |
| Ralph Gilles está al volante y planea renovar los diseños de Fiat Chrysler con deportivos eternamente elegantes y camionetas eléctricas autónomas.                         |   |                                     |                       |  |  |
| |   |                                     |                       |  |  |
| 6 | 6 | Paula Scher: Diseño gráfico         | 10 de febrero de 2017 |  |  |
| Paula Scher pinta con palabras y desarrolla el lenguaje visual de marcas que luego se convierten en iconos e instituciones de todo el mundo.                               |   |                                     |                       |  |  |
| |   |                                     |                       |  |  |
| 7 | 7 | Platon: Fotografía                  | 10 de febrero de 2017 |  |  |
| Los impasibles retratos de Platon capturan el alma de líderes mundiales y de gente común y corriente. Una sesión con Colin Powell revela partes de su proceso.             |   |                                     |                       |  |  |
| |   |                                     |                       |  |  |
| 8 | 8 | Ilse Crawford: Diseño de interiores | 10 de febrero de 2017 |  |  |
| Ilse Crawford crea espacios y objetos para hoteles de lujo, Ikea y otros clientes con una idea fundamental: estimular y pacificar los sentidos al mismo tiempo.            |   |                                     |                       |  |  |
| |   |                                     |                       |  |  |

### Temporada 2 (2019)
| 9 | 1 | Olafur Eliasson: El diseño del arte      | 25 de septiembre de 2019 |  |  |
| Olafur Eliasnson crea experiencias y espacios inmersivos, por ejemplo, un sol artificial en el Tate Modern o hielo de glaciar en los centros urbanos.                |   |                                          |                          |  |  |
| |   |                                          |                          |  |  |
| 10 | 2 | Neri Oxman: Bioarquitectura              | 25 de septiembre de 2019 |  |  |
| ¿El diseño puede contrarrestar una crisis ecológica? En el MIT, la profesora Neri Oxman trabaja con materiales nuevos que emulan a la naturaleza.                    |   |                                          |                          |  |  |
| |   |                                          |                          |  |  |
| 11 | 3 | Ruth Carter: Diseño de vestuario         | 25 de septiembre de 2019 |  |  |
| Ruth E. Carter, narradora visual y colaboradora cercana de Spike Lee, ganó un Óscar por el vestuario afrofuturístico de la película Black Panther.                   |   |                                          |                          |  |  |
| |   |                                          |                          |  |  |
| 12 | 4 | Cas Holman: Diseño para jugar            | 25 de septiembre de 2019 |  |  |
| Cas Holman, fundadora de Heroes Will Rise, diseña herramientas y objetos para que los niños (y los adultos) jueguen de manera creativa.                              |   |                                          |                          |  |  |
| |   |                                          |                          |  |  |
| 13 | 5 | Ian Spalter: Diseño digital de productos | 25 de septiembre de 2019 |  |  |
| Ian Spalter, la cabeza de proyectos innovadores para Instagram y Nike, explica cómo es su proceso de experimentación para crear productos nuevos.                    |   |                                          |                          |  |  |
| |   |                                          |                          |  |  |
| 14 | 6 | Jonathan Hoefler: Diseño tipográfico     | 25 de septiembre de 2019 |  |  |
| Mientras investiga relojes antiguos para proyectar una nueva tipografía, Jonathan Hoefler habla de su trabajo en Apple y la campaña de cambio de Obama, entre otros. |   |                                          |                          |  |  |
| |   |                                          |                          |  |  |